# Alpské lyžování na Zimních olympijských hrách 2022 – slalom ženy
Slalom žen na Zimních olympijských hrách 2022 se konal 9. února 2022 jako druhý ženský závod v alpském lyžování pekingské olympiády na sjezdovce Ice River Národního centra alpského lyžování v obvodu Jen-čching. První kolo odstartovalo v 10.15 hodin místního času a druhé na něj navázalo ve 13.45 hodin. Do závodu nastoupilo 88 slalomářek z 51 výprav.
Obhájkyně olympijského zlata Švédka Frida Hansdotterová ukončila v březnu 2019 závodní kariéru. Stříbrná medailistka z roku 2018 Švýcarka Wendy Holdenerová i bronzová Rakušanka Katharina Gallhuberová se do soutěže kvalifikovaly. V předchozí části probíhající sezóny Světového poháru 2021/2022 se konalo sedm slalomů. Jistou vítězkou této dílčí klasifikace se stala Slovenka Petra Vlhová, která si vytvořila dostatečný náskok před druhou Mikaelou Shiffrinovou. Úřadující mistryní světa z roku 2021 byla Rakušanka Katharina Liensbergerová.
Spolufavoritka Shiffrinová, která v sezóně vyhrála dva ze sedmi slalomů, vypadla krátce po startu prvního kola stejně jako v obřím slalomu konaném o dva dny dříve. Vítězka úvodního pekingského závodu Švédka Sara Hectorová útočila na zlato ze třetího místa po první jízdě. Do poslední čtvrtiny druhé jízdy přijížděla s náskokem 48 setin sekundy na Vlhovou, ale osudným se jí stal „špicar“, kdy najela lyží do branky.

## Medailistky
Zlatou medaili získala 26letá Petra Vlhová. Po trojnásobné olympijské vítězce Anastasiji Kuzminové se na zimních hrách stala teprve druhým slovenským šampionem a čtvrtým medailistou – po Radoslavu Židkovi a Pavlu Hurajtovi –, v rámci účastí Slovenska pod pěti kruhy od roku 1994. První medailí z olympiády navázala na šest cenných kovů z mistrovství světa. Díky pěti výhrám ze sedmi odjetých slalomů v probíhající sezóně byla hlavní favoritkou závodu. Úvodní kolo však nezajela optimálně, když po jeho konci ztrácela z osmého místa 72 setin sekundy na vedoucí Lenu Dürrovou. Ve druhém kole, které postavil její trenér Mauro Pini, však předvedla suverénní výkon a nejrychlejším časem se posunula až na vrchol výsledného hodnocení. Účasti v dalších pekingských soutěžích se však Vlhová musela vzdát, když z her odstoupila kvůli zánětu šlachy v kotníku. Jejím cílem bylo vyléčení se na Slovensku, aby mohla startovat v závěrečné části Světového poháru.
Stříbrnou medaili si odvezla 24letá Rakušanka Katharina Liensbergerová, s minimální ztrátou osmi setin sekundy na vítězku. Ve smíšené soutěži na ZOH 2018 již byla členkou rakouského stříbrného týmu. Jako úřadující světové šampionce jí těsně unikl „double“ v podobě olympijského zlata. Nezařadila se tak ke Kostelićové s Rieschovou, které jako jediné vyhrály oba vrcholné závody za sebou. O další čtyři setiny za druhým místem zaostala 28letá Švýcarka Wendy Holdenerová. Bronz pro ni znamenal čtvrtý olympijský kov, když na pchjongčchangských hrách zkompletovala úplnou medailovou sbírku.

## Výsledky
| P                                                                         | SČ | závodnice                       | stát                   | 1. kolo          | 1. kolo          | 2. kolo          | 2. kolo          | celkový výsledek | celkový výsledek |
| P                                                                         | SČ | závodnice                       | stát                   | čas              | poř.             | čas              | poř.             | čas              | ztráta           |
| ------------------------------------------------------------------------- | -- | ------------------------------- | ---------------------- | ---------------- | ---------------- | ---------------- | ---------------- | ---------------- | ---------------- |
| Zlatá olympijská medaile                                                  | 2  | Petra Vlhová                    | Slovensko              | 52,89            | 8.               | 52,09            | 1.               | 1:44,98          | —                |
| Stříbrná olympijská medaile                                               | 5  | Katharina Liensbergerová        | Rakousko               | 52,83            | 7.               | 52,23            | 2.               | 1:45,06          | +0,08            |
| Bronzová olympijská medaile                                               | 6  | Wendy Holdenerová               | Švýcarsko              | 52,65            | 5.               | 52,45            | 4.               | 1:45,10          | +0,12            |
| 4.                                                                        | 1  | Lena Dürrová                    | Německo                | 52,17            | 1.               | 53,00            | 9.               | 1:45,17          | +0,19            |
| 5.                                                                        | 17 | Andreja Slokarová               | Slovinsko              | 52,64            | 4.               | 52,56            | 5.               | 1:45,20          | +0,22            |
| 6.                                                                        | 4  | Michelle Gisinová               | Švýcarsko              | 52,20            | 2.               | 53,38            | 18.              | 1:45,58          | +0,60            |
| 7.                                                                        | 16 | Camille Rastová                 | Švýcarsko              | 53,35            | 9.               | 52,40            | 3.               | 1:45,75          | +0,77            |
| 8.                                                                        | 13 | Paula Moltzanová                | Spojené státy americké | 52,79            | 6.               | 53,39            | 20.              | 1:46,18          | +1,20            |
| 9.                                                                        | 3  | Anna Swennová-Larssonová        | Švédsko                | 53,44            | 11.              | 52,87            | 6.               | 1:46,31          | +1,33            |
| 10.                                                                       | 28 | Aline Daniothová                | Švýcarsko              | 53,66            | 13.              | 52,98            | 8.               | 1:46,64          | +1,66            |
| 11.                                                                       | 14 | Ana Buciková                    | Slovinsko              | 53,73            | 14.              | 52,94            | 7.               | 1:46,67          | +1,69            |
| 12.                                                                       | 18 | Katharina Huberová              | Rakousko               | 53,54            | 12.              | 53,38            | 18.              | 1:46,92          | +1,94            |
| 13.                                                                       | 11 | Martina Dubovská                | Česko                  | 53,90            | 16.              | 53,13            | 14.              | 1:47,03          | +2,05            |
| 14.                                                                       | 8  | Katharina Gallhuberová          | Rakousko               | 53,40            | 10.              | 53,93            | 25.              | 1:47,33          | +2,35            |
| 15.                                                                       | 25 | Thea Louise Stjernesundová      | Norsko                 | 54,22            | 19.              | 53,26            | 16.              | 1:47,48          | +2,50            |
| 16.                                                                       | 21 | Erin Mielzynská                 | Kanada                 | 53,93            | 17.              | 53,59            | 22.              | 1:47,52          | +2,54            |
| 17.                                                                       | 9  | Laurence St. Germainová         | Kanada                 | 54,51            | 22.              | 53,06            | 10.              | 1:47,57          | +2,59            |
| 18.                                                                       | 29 | Emma Aicherová                  | Německo                | 54,48            | 21.              | 53,11            | 12.              | 1:47,59          | +2,61            |
| 19.                                                                       | 22 | Nastasia Noensová               | Francie                | 54,68            | 24.              | 53,18            | 15.              | 1:47,86          | +2,88            |
| 20.                                                                       | 45 | Maria Škanovová                 | Bělorusko              | 54,79            | 25.              | 53,10            | 11.              | 1:47,89          | +2,91            |
| 21.                                                                       | 24 | Charlie Guestová                | Velká Británie         | 53,84            | 15.              | 54,12            | 28.              | 1:47,96          | +2,98            |
| 22.                                                                       | 19 | Ali Nullmeyerová                | Kanada                 | 54,67            | 23.              | 53,29            | 17.              | 1:47,96          | +2,98            |
| 23.                                                                       | 10 | Leona Popovićová                | Chorvatsko             | 55,31            | 30.              | 53,11            | 12.              | 1:48,42          | +3,44            |
| 24.                                                                       | 27 | Charlotta Säfvenbergová         | Švédsko                | 55,25            | 27.              | 53,45            | 21.              | 1:48,70          | +3,72            |
| 25.                                                                       | 36 | Zrinka Ljutićová                | Chorvatsko             | 55,03            | 26.              | 53,88            | 23.              | 1:48,91          | +3,93            |
| 26.                                                                       | 40 | Katie Hensienová                | Spojené státy americké | 55,43            | 31.              | 53,88            | 23.              | 1:49,31          | +4,33            |
| 27.                                                                       | 26 | Amelia Smartová                 | Kanada                 | 55,26            | 28.              | 54,06            | 26.              | 1:49,32          | +4,34            |
| 28.                                                                       | 32 | Elsa Fermbäcková                | Švédsko                | 55,26            | 28.              | 54,07            | 27.              | 1:49,33          | +4,35            |
| 29.                                                                       | 46 | Anita Gulliová                  | Itálie                 | 55,46            | 32.              | 54,32            | 29.              | 1:49,78          | +4,80            |
| 30.                                                                       | 33 | Lara Della Meová                | Itálie                 | 56,00            | 35.              | 54,53            | 30.              | 1:50,53          | +5,55            |
| 31.                                                                       | 48 | Jekatěrina Tkačenková           | Sportovci ROV          | 55,97            | 34.              | 54,71            | 31.              | 1:50,68          | +5,70            |
| 32.                                                                       | 35 | Gabriela Capová                 | Česko                  | 55,96            | 33.              | 55,28            | 33.              | 1:51,24          | +6,26            |
| 33.                                                                       | 43 | Anastasija Gornostajevová       | Sportovci ROV          | 56,39            | 39.              | 55,11            | 32.              | 1:51,50          | +6,52            |
| 34.                                                                       | 44 | AJ Hurtová                      | Spojené státy americké | 56,68            | 40.              | 55,51            | 34.              | 1:52,19          | +7,21            |
| 35.                                                                       | 47 | Sakurako Mukogawová             | Japonsko               | 56,09            | 36.              | 56,64            | 37.              | 1:52,73          | +7,75            |
| 36.                                                                       | 51 | Polina Melnikovová              | Sportovci ROV          | 56,86            | 41.              | 55,88            | 35.              | 1:52,74          | +7,76            |
| 37.                                                                       | 41 | Riikka Honkanenová              | Finsko                 | 56,33            | 37.              | 56,64            | 37.              | 1:52,97          | +7,99            |
| 38.                                                                       | 62 | Hólmfríður Dóra Friðgeirsdóttir | Island                 | 57,39            | 43.              | 56,48            | 36.              | 1:53,87          | +8,89            |
| 39.                                                                       | 54 | Gim So-hui                      | Jižní Korea            | 57,31            | 42.              | 56,80            | 39.              | 1:54,11          | +9,13            |
| 40.                                                                       | 55 | Zita Tóthová                    | Maďarsko               | 57,97            | 44.              | 57,89            | 40.              | 1:55,86          | +10,88           |
| 41.                                                                       | 61 | Noa Szőllősová                  | Izrael                 | 58,21            | 45.              | 59,13            | 41.              | 1:57,34          | +12,36           |
| 42.                                                                       | 65 | Nino Tsiklauriová               | Gruzie                 | 1:00,11          | 47.              | 1:00,37          | 42.              | 2:00,48          | +15,50           |
| 43.                                                                       | 59 | Mialitiana Clercová             | Madagaskar             | 1:02,22          | 51.              | 1:00,66          | 43.              | 2:02,88          | +17,90           |
| 44.                                                                       | 78 | Ornella Oettlová                | Peru                   | 1:03,25          | 53.              | 1:01,34          | 44.              | 2:04,59          | +19,61           |
| 45.                                                                       | 71 | Esma Alićová                    | Bosna a Hercegovina    | 1:01,72          | 50.              | 1:02,93          | 45.              | 2:04,65          | +19,67           |
| 46.                                                                       | 83 | Manon Ouaissová                 | Libanon                | 1:02,69          | 52.              | 1:02,96          | 46.              | 2:05,65          | +20,67           |
| 47.                                                                       | 80 | Kchung Fan-jing                 | Čína                   | 1:05,97          | 54.              | 1:05,98          | 47.              | 2:11,95          | +26,97           |
| 48.                                                                       | 75 | Tess Arbezová                   | Irsko                  | 1:07,83          | 55.              | 1:06,78          | 48.              | 2:14,61          | +29,63           |
| 49.                                                                       | 82 | Özlem Çarıkçıoğluová            | Turecko                | 1:09,45          | 56.              | 1:09,47          | 49.              | 2:18,92          | +33,94           |
| 50.                                                                       | 88 | Lee Wen-i                       | Tchaj-wan              | 1:36,49          | 58.              | 1:09,55          | 50.              | 2:46,04          | +1:01,06         |
| —                                                                         | 12 | Sara Hectorová                  | Švédsko                | 52,29            | 3.               | nedojela do cíle | nedojela do cíle | nedojela do cíle | nedojela do cíle |
| —                                                                         | 20 | Mina Fürstová Holtmannová       | Norsko                 | 54,19            | 18.              | nedojela do cíle | nedojela do cíle | nedojela do cíle | nedojela do cíle |
| —                                                                         | 31 | Federica Brignoneová            | Itálie                 | 54,41            | 20.              | nedojela do cíle | nedojela do cíle | nedojela do cíle | nedojela do cíle |
| —                                                                         | 50 | Elese Sommerová                 | Česko                  | 56,38            | 38.              | nedojela do cíle | nedojela do cíle | nedojela do cíle | nedojela do cíle |
| —                                                                         | 64 | Vanina Guerillotová             | Portugalsko            | 59,45            | 46.              | nedojela do cíle | nedojela do cíle | nedojela do cíle | nedojela do cíle |
| —                                                                         | 68 | Liene Bondareová                | Lotyšsko               | 1:00,45          | 48.              | nedojela do cíle | nedojela do cíle | nedojela do cíle | nedojela do cíle |
| —                                                                         | 66 | Eva Vukadinovová                | Bulharsko              | 1:01,71          | 49.              | nedojela do cíle | nedojela do cíle | nedojela do cíle | nedojela do cíle |
| —                                                                         | 81 | Atefeh Ahmadiová                | Írán                   | 1:11,88          | 57.              | nedojela do cíle | nedojela do cíle | nedojela do cíle | nedojela do cíle |
| —                                                                         | 7  | Mikaela Shiffrinová             | Spojené státy americké | nedojela do cíle | nedojela do cíle | nedojela do cíle | nedojela do cíle | nedojela do cíle | nedojela do cíle |
| —                                                                         | 15 | Katharina Truppeová             | Rakousko               | nedojela do cíle | nedojela do cíle | nedojela do cíle | nedojela do cíle | nedojela do cíle | nedojela do cíle |
| —                                                                         | 23 | Maria Therese Tvibergová        | Norsko                 | nedojela do cíle | nedojela do cíle | nedojela do cíle | nedojela do cíle | nedojela do cíle | nedojela do cíle |
| —                                                                         | 30 | Neja Dvorniková                 | Slovinsko              | nedojela do cíle | nedojela do cíle | nedojela do cíle | nedojela do cíle | nedojela do cíle | nedojela do cíle |
| —                                                                         | 34 | Meta Hrovatová                  | Slovinsko              | nedojela do cíle | nedojela do cíle | nedojela do cíle | nedojela do cíle | nedojela do cíle | nedojela do cíle |
| —                                                                         | 37 | Asa Andová                      | Japonsko               | nedojela do cíle | nedojela do cíle | nedojela do cíle | nedojela do cíle | nedojela do cíle | nedojela do cíle |
| —                                                                         | 38 | Rosa Pohjolainenová             | Finsko                 | nedojela do cíle | nedojela do cíle | nedojela do cíle | nedojela do cíle | nedojela do cíle | nedojela do cíle |
| —                                                                         | 39 | Alexandra Tilleyová             | Velká Británie         | nedojela do cíle | nedojela do cíle | nedojela do cíle | nedojela do cíle | nedojela do cíle | nedojela do cíle |
| —                                                                         | 42 | Andrea Komšićová                | Chorvatsko             | nedojela do cíle | nedojela do cíle | nedojela do cíle | nedojela do cíle | nedojela do cíle | nedojela do cíle |
| —                                                                         | 49 | Kaitlyn Vestersteinová          | Estonsko               | nedojela do cíle | nedojela do cíle | nedojela do cíle | nedojela do cíle | nedojela do cíle | nedojela do cíle |
| —                                                                         | 52 | Magdalena Łuczaková             | Polsko                 | nedojela do cíle | nedojela do cíle | nedojela do cíle | nedojela do cíle | nedojela do cíle | nedojela do cíle |
| —                                                                         | 53 | Kathryn Parkerová               | Austrálie              | nedojela do cíle | nedojela do cíle | nedojela do cíle | nedojela do cíle | nedojela do cíle | nedojela do cíle |
| —                                                                         | 56 | Kang Young-seo                  | Jižní Korea            | nedojela do cíle | nedojela do cíle | nedojela do cíle | nedojela do cíle | nedojela do cíle | nedojela do cíle |
| —                                                                         | 57 | Erika Pykäläinenová             | Finsko                 | nedojela do cíle | nedojela do cíle | nedojela do cíle | nedojela do cíle | nedojela do cíle | nedojela do cíle |
| —                                                                         | 58 | Francesca Baruzziová            | Argentina              | nedojela do cíle | nedojela do cíle | nedojela do cíle | nedojela do cíle | nedojela do cíle | nedojela do cíle |
| —                                                                         | 60 | Zuzanna Czapská                 | Polsko                 | nedojela do cíle | nedojela do cíle | nedojela do cíle | nedojela do cíle | nedojela do cíle | nedojela do cíle |
| —                                                                         | 63 | Rebeka Jančová                  | Slovensko              | nedojela do cíle | nedojela do cíle | nedojela do cíle | nedojela do cíle | nedojela do cíle | nedojela do cíle |
| —                                                                         | 67 | Gwyneth ten Raová               | Lucembursko            | nedojela do cíle | nedojela do cíle | nedojela do cíle | nedojela do cíle | nedojela do cíle | nedojela do cíle |
| —                                                                         | 68 | Liene Bondareová                | Lotyšsko               | nedojela do cíle | nedojela do cíle | nedojela do cíle | nedojela do cíle | nedojela do cíle | nedojela do cíle |
| —                                                                         | 69 | Maria-Eleni Tsiovolouová        | Řecko                  | nedojela do cíle | nedojela do cíle | nedojela do cíle | nedojela do cíle | nedojela do cíle | nedojela do cíle |
| —                                                                         | 70 | Mida Fah Jaimanová              | Thajsko                | nedojela do cíle | nedojela do cíle | nedojela do cíle | nedojela do cíle | nedojela do cíle | nedojela do cíle |
| —                                                                         | 72 | Aruwin Salehhuddinová           | Malajsie               | nedojela do cíle | nedojela do cíle | nedojela do cíle | nedojela do cíle | nedojela do cíle | nedojela do cíle |
| —                                                                         | 73 | Emilia Aramburová               | Chile                  | nedojela do cíle | nedojela do cíle | nedojela do cíle | nedojela do cíle | nedojela do cíle | nedojela do cíle |
| —                                                                         | 74 | Anastasija Šepilenková          | Ukrajina               | nedojela do cíle | nedojela do cíle | nedojela do cíle | nedojela do cíle | nedojela do cíle | nedojela do cíle |
| —                                                                         | 76 | Ni Jüe-ming                     | Čína                   | nedojela do cíle | nedojela do cíle | nedojela do cíle | nedojela do cíle | nedojela do cíle | nedojela do cíle |
| —                                                                         | 77 | Jelena Vujičićová               | Černá Hora             | nedojela do cíle | nedojela do cíle | nedojela do cíle | nedojela do cíle | nedojela do cíle | nedojela do cíle |
| —                                                                         | 79 | Maria Constantinová             | Rumunsko               | nedojela do cíle | nedojela do cíle | nedojela do cíle | nedojela do cíle | nedojela do cíle | nedojela do cíle |
| —                                                                         | 84 | Gabija Šinkūnaitė               | Litva                  | nedojela do cíle | nedojela do cíle | nedojela do cíle | nedojela do cíle | nedojela do cíle | nedojela do cíle |
| —                                                                         | 85 | Alexandra Troická               | Kazachstán             | nedojela do cíle | nedojela do cíle | nedojela do cíle | nedojela do cíle | nedojela do cíle | nedojela do cíle |
| —                                                                         | 86 | Audrey Kingová                  | Hongkong               | nedojela do cíle | nedojela do cíle | nedojela do cíle | nedojela do cíle | nedojela do cíle | nedojela do cíle |
| —                                                                         | 87 | Anna Torsaniová                 | San Marino             | nedojela do cíle | nedojela do cíle | nedojela do cíle | nedojela do cíle | nedojela do cíle | nedojela do cíle |
| P – pořadí, SČ – startovní číslo                                          |    |                                 |                        |                  |                  |                  |                  |                  |                  |
| První kolo odstartovalo v 10.15 hodin (UTC+8) a druhé pak ve 13.45 hodin. |    |                                 |                        |                  |                  |                  |                  |                  |                  |